# Belenois creona
Belenois creona es una especie de mariposa de la familia de las piérides, que fue descrita originalmente con el nombre de Papilio creona, por Cramer, en 1776, a partir de ejemplares procedentes de "Indes Orientales" (= África).

## Distribución
Belenois creona está distribuida entre las regiones Afrotropical y Paleártica y ha sido reportada en 25 países.

## Plantas hospederas
Las larvas de B. creona se alimentan de plantas de la familia Brassicaceae. Entre las plantas hospederas reportadas se encuentran Capparis tomentosa, Maerua racemulosa, Boscia albitrunca, Boscia oleoides, Capparis fascicularis, Capparis sepiaria, Maerua angolensis, Maerua cafra, Capparis fascicularis zeyheri y especies no identificadas de los géneros Cleome y Niebuhria.